# إيلا ماي مورس
إيلا ماي مورس (بالإنجليزية: Ella Mae Morse) هي مغنية وعازفة جاز وممثلة أمريكية، ولدت في 12 سبتمبر 1924 في مانسفيلد في الولايات المتحدة، وتوفيت في 16 أكتوبر 1999 في مقاطعة موهاف في الولايات المتحدة بسبب فشل تنفسي.

## وصلات خارجية
- إيلا ماي مورس على موقع IMDb (الإنجليزية)
- إيلا ماي مورس على موقع روتن توميتوز (الإنجليزية)
- إيلا ماي مورس على موقع ميوزك برينز (الإنجليزية)
- إيلا ماي مورس على موقع أول ميوزيك (الإنجليزية)
- إيلا ماي مورس على موقع ديسكوغز (الإنجليزية)
- إيلا ماي مورس على موقع قاعدة بيانات الفيلم (الإنجليزية)